# بسوزان (ترانه شوگا)
«بسوزان» (انگلیسی: Burn It) ترانه‌ای از خواننده اهل کره جنوبی، شوگا از بی‌تی‌اس که با نام آگوست دی نیز شناخته می‌شود، با همکاری خواننده آمریکایی ماکس اشنایدر است. «بسوزان» در ۲۲ مه ۲۰۲۰، توسط بیگ هیت میوزیک به عنوان ششمین ترانه از دومین میکس‌تیپ شوگا به نام دی-۲ منتشر شد.

## جدول‌های موسیقی
| جدول (۲۰۲۰)                             | بالاترین جایگاه |
| --------------------------------------- | --------------- |
| مجارستان (۴۰ تک‌آهنگ برتر)               | ۱۱              |
| ترانه‌های دیجیتال ایالات متحده (بیلبورد) | ۱۲              |